# Bullrun Rally
Die Bullrun Rally ist ein jährlich stattfindendes US-amerikanisches Autorennen mit konspirativem Charakter mit 100 Supersportwagen, nebst Fahrern, aus aller Welt. Die kräftigen Luxussportwagen treten sieben Tage lang in einer Art Rallye gegeneinander an. Dabei legen sie zwischen 5.000 und 6.500 Kilometer zurück. Die Bullrun-Route wechselt jedes Jahr, findet aber immer innerhalb Nordamerikas statt.

## Die Veranstaltung

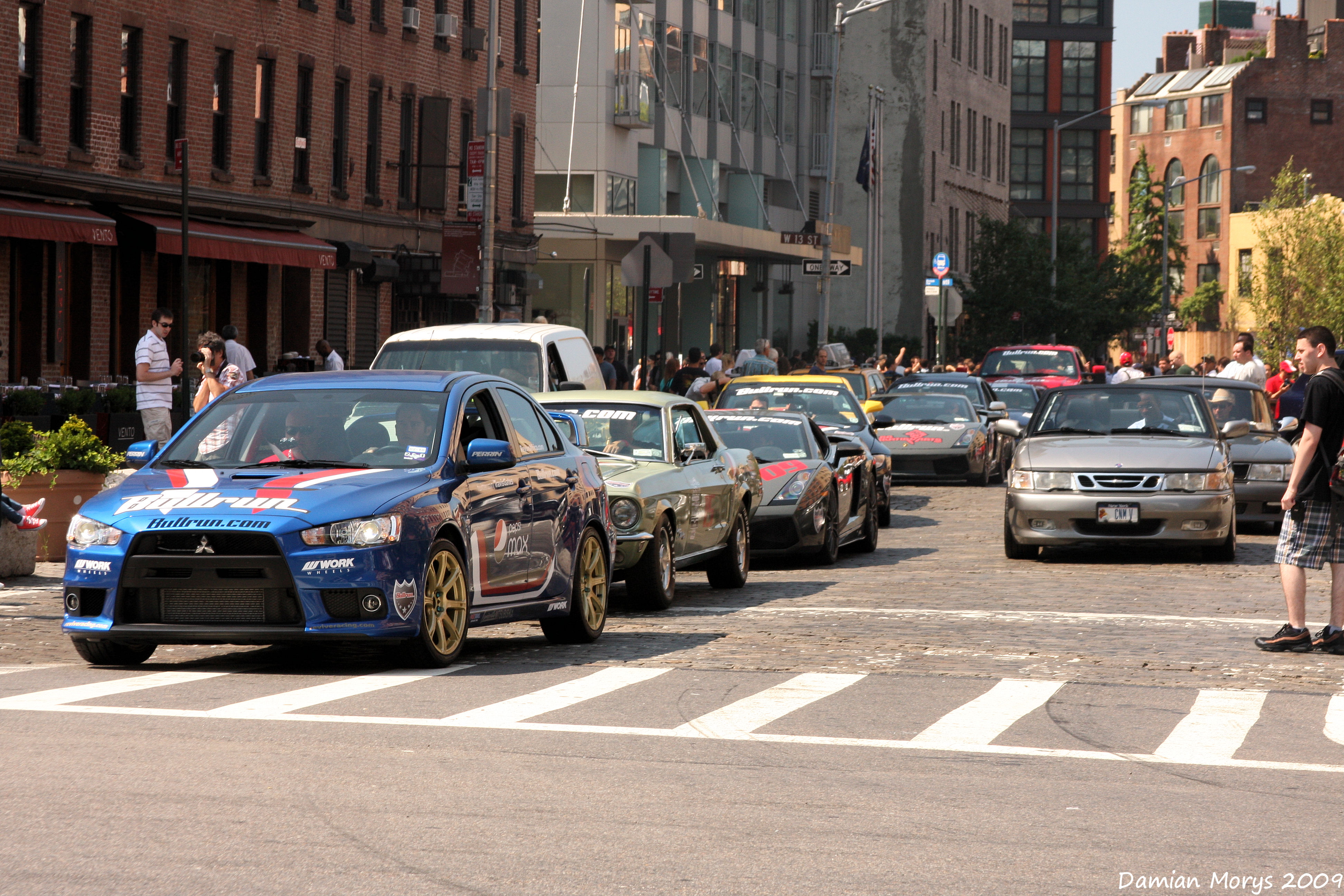
Bullrun Rally (2009)

Die Bullrun Rally, zu deutsch (wörtlich): Bullenrennen Rallye, ist eine – aufgrund vieler, auch gewollter, Geschwindigkeitsverstöße weitgehend im Verborgenen stattfindende – Autorallye, die im Juni 2004 erstmals startete und von Hollywood (Kalifornien) nach Miami in Florida führte. Das, zumindest offizielle, Ziel dieser Veranstaltung ist, wie bei Rallyes üblich, nicht schneller als zulässig zu fahren – zumal es meist auf öffentlichen Straßen stattfindet – sondern der Spaß am gemeinsamen Fahren und dem Abarbeiten von Navigationspunkten. Gleichwohl kommt es immer wieder zu (von den Veranstaltern nicht sanktionierten) Geschwindigkeitsverstößen. Die Strecken werden vorab nicht bekannt gegeben, was den konspirativen Charakter unterstreicht und die Ordnungsbehörden nicht auf den Plan rufen soll. Neue Teilnehmer kommen nur über eine Empfehlung eines bisherigen Bullrun-Fahrers rein oder müssen sich direkt bewerben, um einen „unbekannten“ Auswahlprozess zu durchlaufen, bei dem jedoch immer ein gültiger Führerschein und eine Versicherung vorgelegt werden muss. Das Startgeld beträgt 20.000 US-Dollar.
An jedem Halt bei Clubs, Händlern oder Restaurants werden asiatische, europäische und heimische Autos ausgestellt. Bullrun-Veranstaltungen finden in zwanglosem Rahmen statt und bieten der Öffentlichkeit eine Gelegenheit, die beeindruckenden Fahrzeuge näher anzuschauen und sich mit den Eigentümern auszutauschen.

## Geschichte
Die erste Veranstaltung 2004 zog 100 luxuriöse Sportwagen aus der ganzen Welt und die Aufmerksamkeit der Medien an. Der Erfolg dieser ersten Rallye wurde 2007 vom Fernsehsender Spike TV  aufgegriffen und eine Serie namens „Bullrun Reality Show“ produziert. Allerdings wurden für die TV-Aufnahmen die Regeln verschärft und die Raser unter den Teilnehmern öffentlichkeitswirksam disqualifiziert. Außerhalb des Kamerabereichs sind jedoch sind Bußgelder und Verhaftungen der Fahrer durchaus üblich. 2010 kehrte der Bullrun auch wieder vollständig zu seinen Wurzeln zurück und lockerte die Regeln. 
Die Rallyes der vergangenen Jahre verliefen von:
- 2014: New York nach Scottsdale (Arizona)
- 2013: Montreal nach New Orleans (Louisiana) (10-jähriges Jubiläum).
- 2012: Los Angeles nach Los Angeles.
- 2011: Las Vegas nach Miami (Florida).
- 2010: New York City nach Las Vegas.
- 2009: New York nach Austin (Texas).
- 2008: Calgary nach Scottsdale.
- 2007: Montreal nach Key West (Floria).
- 2006: New York nach Los Angeles.
- 2005: Los Angeles nach Los Angeles.
- 2004: Los Angeles nach Miami.

## Prominente Teilnehmer
In den letzten Jahren nahmen verschiedene Prominente an den Bullrun-Veranstaltungen teil. Darunter Paris Hilton, Ryan Dunn, Dennis Rodman, Mario Andretti, Ice-T & Coco, Kim Kardashian, The Dudesons, Hayden Christensen und Carl Lewis. Die jährliche Teilnahme von Prominenten am Bullrun wurde zu einem Markenzeichen der Veranstaltung. Oft fahren diese auch selber ihren eigenen Supersportwagen. Auch einige, heute bekannte, Rennfahrer erhielten ihre Bekanntheit durch den Bullrun.

## Preise
Der Bullrun Navigator Award wird an das Team verliehen, welches die beste Gesamtorientierung während der gesamten sieben Tage zeigte. Z. B. 2011 an Seth Rose (Exotics Rally) und Tony King.
Es war Seth Roses dritte Rallye, welche sie 2011 in einem modifizierten Nissan GT-R bestritt.

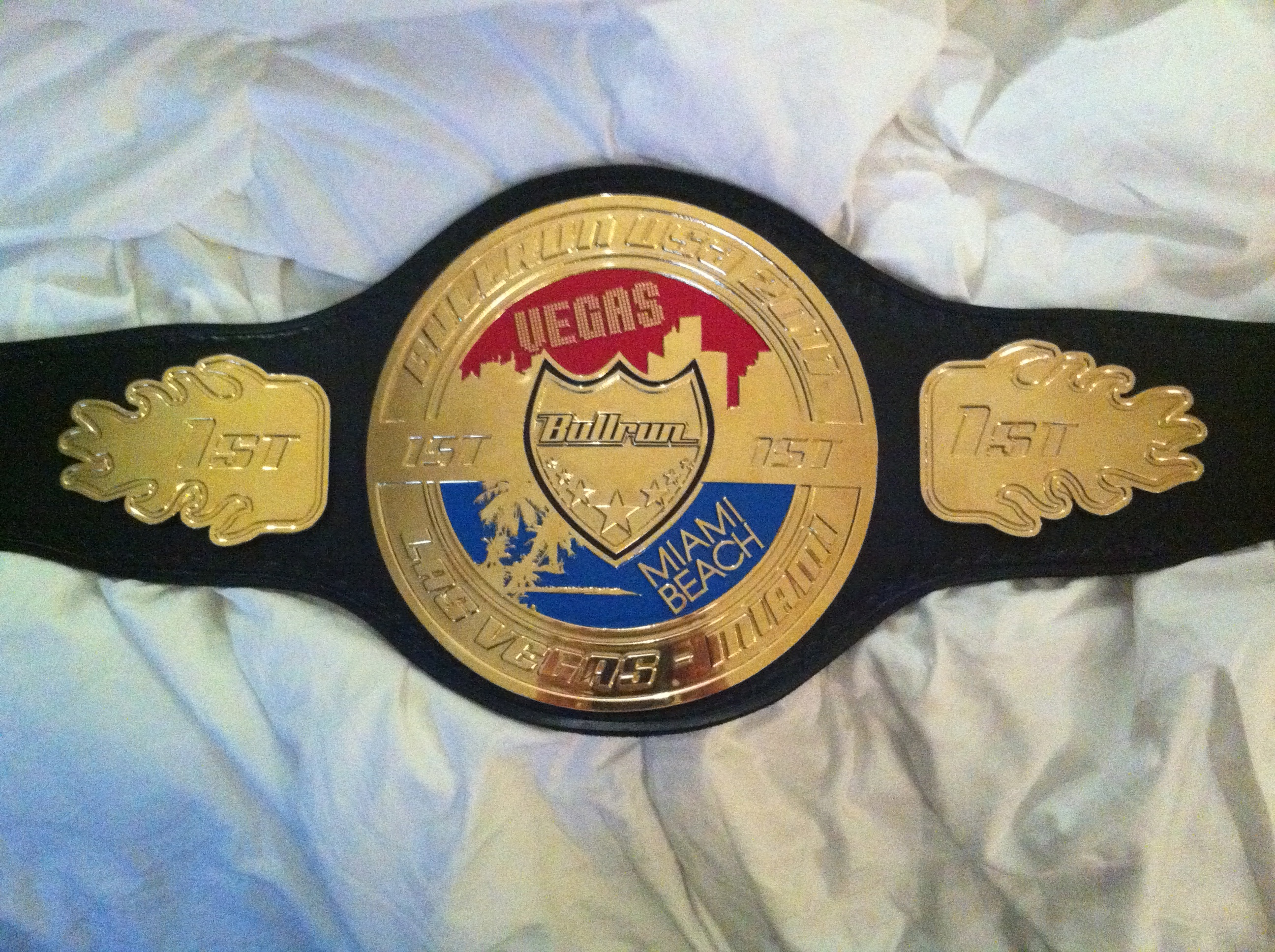
Preisgürtel Erster Platz

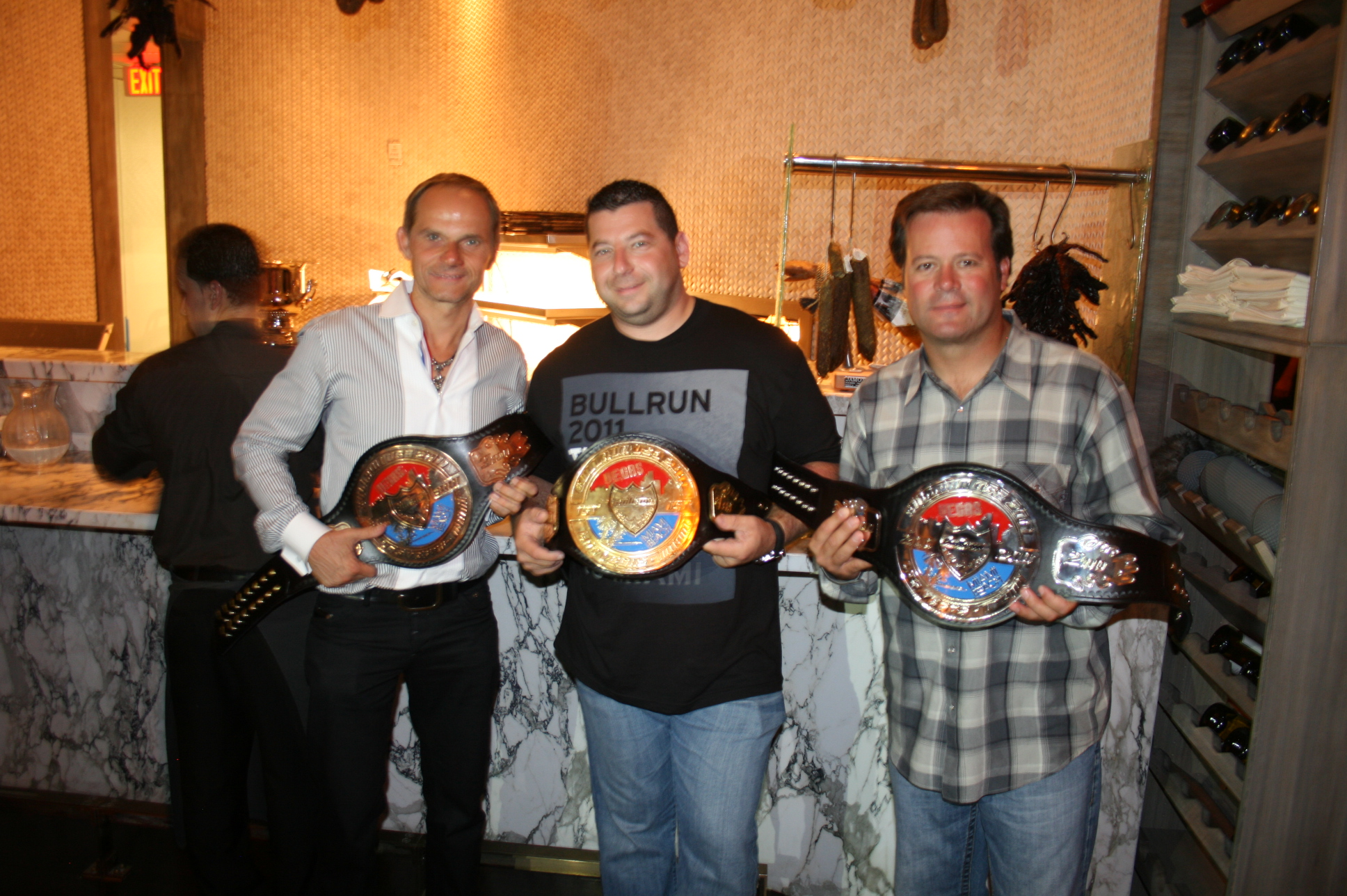
Bullrun Navigator Award Gewinner von 2011

### Weitere Gewinner des Navigator Awards
- 2014 Billy Blatty (solo) - Team Big Easy Bandit / Chevrolet Camaro SS
- 2013 Billy Blatty & Ricky Chancey - Team Big Easy Bandits / Mercedes ML 63
- 2012 Seth Rose & Tony King - Team Hudson Jeans / Exotics Rally / Nissan GT-R
- 2011 Seth Rose & Tony King - Team Hudson Jeans / Exotics Rally / Nissan GT-R
- 2010 Ricky Chancey & Dudley Geigerman - Team LuckynutZ / BMW M6
- 2009 Dennis Collins & Richard Rawlings - Team Gas Monkey / Ferrari 550
- 2008 Adam Levinson & Wije - Team Fortress / Audi R8
- 2007 Claus Ettensberger & Joaquin Mejia - Team CEC / Porsche Techart Cayenne Turbo
- 2006 Tove Christensen & Peter Michels - Team Forest Park Pictures / Porsche 911
- 2005 Marek Harrison & Nigel Lord - Team Britania / Aston Martin DB9
- 2004 Richard Rawlings & Sue Rawlings - Team Gas Monkey / Chevrolet Avalanche

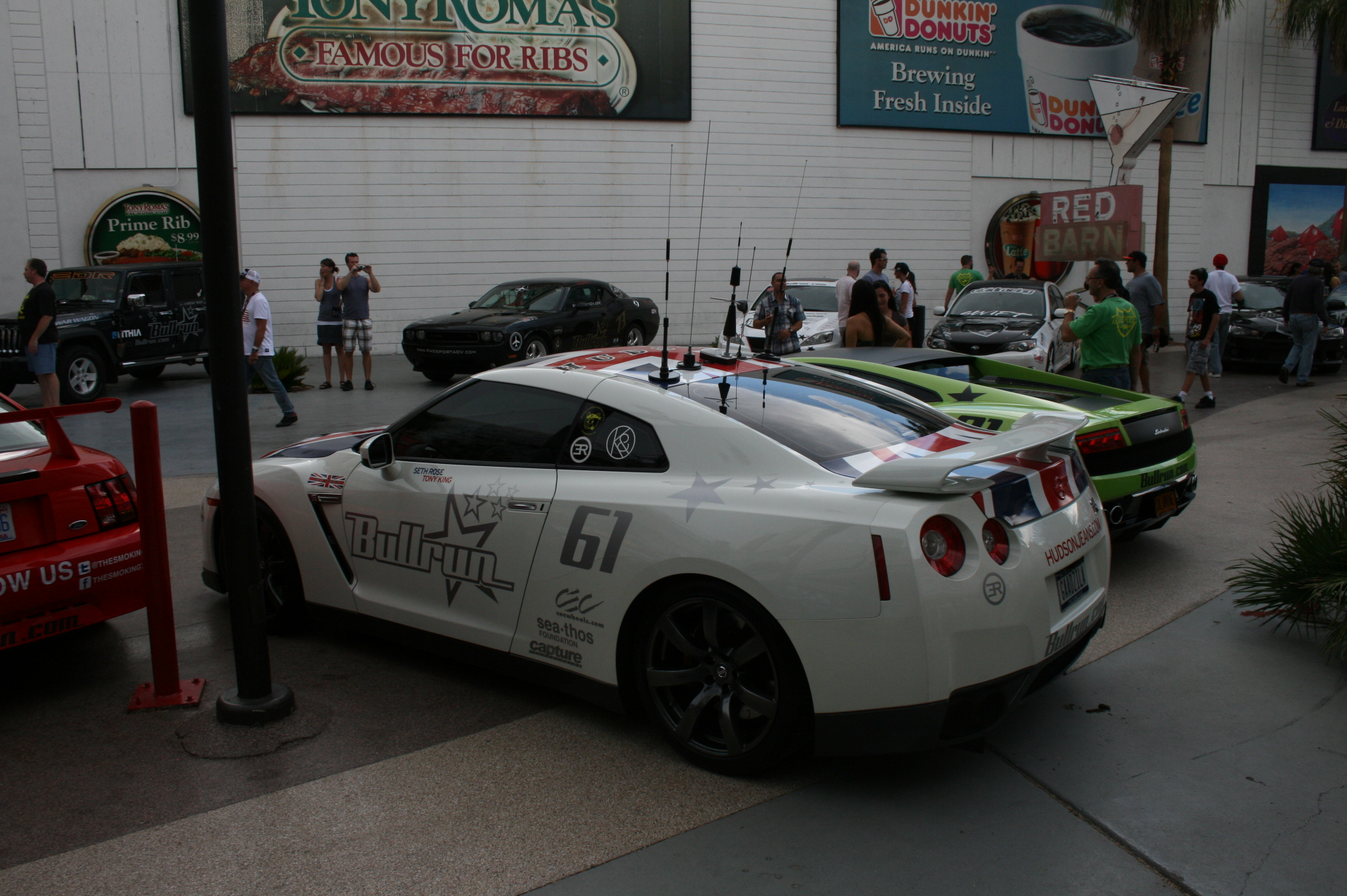
Nissan GTR des Team Exotic